# Silleda
Silleda egy község Spanyolországban, Pontevedra tartományban. Silleda Forcarei, A Estrada, Boqueixón, Vila de Cruces és Lalín községekkel határos. Lakosainak száma 8870 fő (2024).

## Turizmus, látnivalók
A község területén, a Deza folyó kanyarulatában található a vallási használaton kívüli bencés San Lorenzo de Carboeiro-kolostor. A középkori galiciai építészet egyik legszebb példájaként emlegetett épület ma turisták számára belépődíj ellenében látogatható.

## Népesség
A település népessége az elmúlt években az alábbi módon változott:
| Lakosok száma | 9175 | 9055 | 9053 | 9248 | 9074 | 8966 | 8669 | 8687 | 8860 | 8870 |
|               | 2001 | 2004 | 2007 | 2009 | 2012 | 2014 | 2017 | 2019 | 2022 | 2024 |